# 阿爾達 (內布拉斯加州)
阿爾達（英語：Alda）是位於美國內布拉斯加州霍爾縣的村。

## 人口
根據2020年美國人口普查的數據，阿爾達的面積為1.46平方千米，皆為陸地。當地共有人口647人，而人口密度為每平方千米443人。